# هوهانس داربینیان (نوازنده تار)
هوهانس آساطوری داربینیان (ارمنی: Հովհաննես Ասատուրի Դարբինյան؛  زادهٔ ۱۵ ژوئیهٔ ۱۹۴۰) نوازنده تار، رهبر گروه کر اهل ارمنستان است.

## زندگی‌نامه
وی در ۱۵ ژوئیه ۱۹۴۰ در بیروت به دنیا آمد و از کنسرواتوار دولتی کومیتاس ایروان فارغ‌التحصیل گشت. همچنین برندهٔ جوایزی همچون هنرمند افتخاری جمهوری ارمنستان (۲۰۱۰) شده‌است.